# Johann von Landen
Johann von Landen († nach 1515 in Köln) war ein in Köln tätiger Drucker.
Aus Landen stammend schrieb er sich im Mai 1481 in der Kölner Artistenfakultät ein und erwarb dort später den Grad des Bakkalaureus. 1496 gründete Johann von Landen in der Sechzehn Häuser Straße („infra sedecim domos“) eine Offizin. Seit spätestens 1497 besaß er die kölnische Bürgerschaft. Seit 1507 druckte er im Haus „Zur Roten Pforte“ in der St. Georgsstraße, dessen Hausverwalter er war und dessen Räume auch zur Krankenversorgung von Angehörigen der Artistenfakultät genutzt wurde. 1515 entfällt sein Name in den Schlussschriften der Drucke und aus den Archivalien, weshalb sein Ableben für diesen Zeitraum angenommen wird.
Seine Schrifttypen wurden daraufhin für eine gewisse Zeit von der Kölner Kartause für den Druck geistlicher Schriften für den Eigenbedarf genutzt.

## Druckwerke (Auswahl)
- Nikolaus de Lyra: Praeceptorium. Köln 9. März 1496
- Henricus de Friemaria: De decem praeceptis. Köln 9. März 1496 (Bibliothèque municipale Lyon)
- Landfrieden und Ordnung des Kammergerichts durch Maximilian I. Köln 1496 (Staatsbibliothek zu Berlin, 4° Inc 1084.8)
- Heymericus de Campo: Problemata inter Albertum Magnum et Sanctum Thomam ad utriusque opinionis intelligentiam multum conferentia. Köln 23. März 1496 (Bayerische Staatsbibliothek München)
- Heinrich Seuse: Horologium aeternae sapientiae. Köln 9. September 1496 (Bayerische Staatsbibliothek München)
- Excerpta musicae. Köln um 1496/98 (Staatsbibliothek zu Berlin)
- Hermannus Buschius: Epigrammata. Köln 1498
- Cato vulgo Disticha Catonis. Köln 1498
- Paulus Niavis: Latinum idioma. Köln 1498
- Gerardus de Zutphania: De spiritualibus ascensionibus. Köln um 1498 (Universitäts- und Landesbibliothek Darmstadt)
- Thomas a Kempis: Meditationes de vita Jesu Christi. Köln 1498 (Bayerische Staatsbibliothek München)
- Bertholdus: Zeitglöcklein des Lebens und Leidens Christi. Köln um 1498 (Bayerische Staatsbibliothek München)
- Nicolaus Perottus: Rudimenta grammatices. Köln 10. April 1499 (Bayerische Staatsbibliothek München)
- Fraternitas rosaceae coronae. Köln um 1500 (Bayerische Staatsbibliothek München)
- Ordo iudiciarius. Köln um 1500 (Bayerische Staatsbibliothek München)
- Modus redimendi animas in purgatorio existentes. Köln nach 1500 (Universitäts- und Landesbibliothek Düsseldorf)
- Pseudo-Bernardus Claravallensis: Oratio devotissima ad gloriosissima dei genitricem et virginem Mariam. Köln nach 1500 (Universitätsbibliothek Freiburg)
- Gebetbuch mit 31 Gebeten und Holzschnitten. Köln um 1506/07
- Usuardus: Martyrologium. Köln 1507 (Bayerische Staatsbibliothek München)
- Orationes devotae pro infirmis dicendae. Köln um 1515 (Bayerische Staatsbibliothek München)

## Faksimile-Ausgaben
- Ursula Rautenberg (Hrsg.): Ursula-Legenden im Kölner Druck. Die „Historie von Sankt Ursula“ und die „Historie von den elftausend Jungfrauen“ aus der Offizin Johannes Landen 1509 und 1517 (= Alte Kölner Volksbücher um 1500. Band 7). Köln 1992.